# The Sky, the Earth & All Between
The Sky, the Earth & All Between è l'undicesimo album in studio del gruppo musicale britannico Architects, pubblicato il 28 febbraio 2025 dalla Epitaph Records.

## Descrizione
Si tratta del primo album del gruppo pubblicato senza il chitarrista Josh Middleton, uscito dalla formazione nel 2023 e con il quale gli Architects hanno realizzato Holy Hell (2018), For Those That Wish to Exist (2021) e The Classic Symptoms of a Broken Spirit (2022).
L'album è stato prodotto da Jordan Fish, ex tastierista dei Bring Me the Horizon e già produttore di altri artisti internazionali quali Poppy (Negative Spaces), One OK Rock (Make It Out Alive) e Machine Head (post-produzione di Catharsis). Fish aveva già lavorato alla coproduzione del singolo degli Architects Doomsday, del 2017. Il primo singolo estratto dall'album, Seeing Red, pubblicato nel dicembre 2023, è l'unico brano non scritto e prodotto con la collaborazione di Fish.
Il genere dell'album è stato descritto come "metalcore moderno", "hyper metal", "industrial metalcore" e "metal moderno". È stato generalmente accolto positivamente dalla critica specializzata, che ha lodato il cambio di stile adottato dal gruppo rispetto ai due precedenti album For Those That Wish to Exist e The Classic Symptoms of a Broken Spirit, ritenuti meno «tecnici» e più «melodici» e «diretti», e la forte influenza della produzione di Fish, che ha inoltre curato la composizione di tutti i brani insieme al batterista Dan Searle e al cantante Sam Carter.

## Tracce
Testi e musiche di Sam Carter, Dan Searle e Jordan Fish, eccetto dove indicato.
1. Elegy – 3:35
2. Whiplash – 3:46
3. Blackhole – 3:20
4. Everything Ends – 3:40
5. Brain Dead (feat. House of Protection) – 2:48 (Sam Carter, Dan Searle, Jordan Fish, Stephen Harrison, Aric Improta)
6. Evil Eyes – 3:51
7. Landmines – 3:34
8. Judgement Day (feat. Amira Elfeky) – 3:14 (Sam Carter, Dan Searle, Jordan Fish, Amira Elfeky)
9. Broken Mirror – 3:10
10. Curse – 3:01
11. Seeing Red – 3:40 (Sam Carter, Dan Searle)
12. Chandelier – 4:06

## Formazione
Gruppo
- Sam Carter – voce
- Adam Christianson – chitarra
- Alex "Ali" Dean – basso, tastiera, percussioni
- Dan Searle – batteria, percussioni, programmazione; produzione (traccia 11)

Altri musicisti
- Jordan Fish – programmazione (eccetto traccia 11)
- Stephen Harrison – voce (traccia 5)
- Aric Improta – voce (traccia 5)
- Amira Elfeky – voce (traccia 8)
- Chori Noir – cori (traccia 11)

Produzione
- Jordan Fish – produzione
- Zakk Cervini – missaggio, mastering
- Dan Gargiulo – assistenza al missaggio, ingegneria del suono
- Adam "Nolly" Getgood – ingegneria del suono
- Chris Clancy – ingegneria del suono (eccetto traccia 10)
- Pete Miles – ingegneria del suono
- Dan Searle – produzione (traccia 11)
- Mick Gordon – produzione aggiuntiva (traccia 11)